# Promethei Mons
Promethei Mons és una estructura geològica del tipus mons a la superfície de Mart, situada amb el sistema de coordenades planetocèntriques a -69.99 ° de latitud N i 88.67 ° de longitud E. Fa 65.17 km de diàmetre. El nom va ser fet oficial per la UAI el 13 de setembre de 2006 i pren el nom d'una característica d'albedo.